# Wrogowie (film 1989)
Wrogowie (ang. Enemies, a Love Story, 1989) – amerykański melodramat w reżyserii Paula Mazursky’ego. Ekranizacja powieści autorstwa Isaaca Bashevisa Singera. Film otrzymał trzy nominacje do Oscara: za najlepszy scenariusz i role drugoplanowe Anjeliki Huston i Leny Olin.

## Fabuła
Żyd Herman Broder (Ron Silver) cudem przeżywa II wojnę światową, ukrywany na prowincji, uratowany przez byłą służącą Jadwigę (Małgorzata Zajączkowska). Przekonany, że żona Tamara (Anjelica Huston) nie żyje, mężczyzna żeni się z Jadwigą. Razem wyjeżdżają do Ameryki. Prosta i trochę naiwna dziewczyna nie potrafi uszczęśliwić Hermana, dlatego ten nawiązuje romans z emigrantką Mashą (Lena Olin). Wszystko komplikuje się jeszcze bardziej, gdy okazuje się, że Tamara wcale nie zginęła.

## Obsada
- Ron Silver − Herman Broder
- Anjelica Huston − Tamara Broder
- Lena Olin − Masha
- Małgorzata Zajączkowska − Jadwiga (wyst. pod pseud. Margaret Sophie Stein)
- Alan King − Rabin Lembeck
- Judith Malina − Matka Mashy
- Rita Karin − Pani Schreier
- Phil Leeds − Pesheles
- Elya Baskin − Yasha Kobik
- Paul Mazursky − Leon Tortshiner

i inni

## Nagrody i nominacje
Oscary za rok 1989
- Najlepszy scenariusz adaptowany - Paul Mazursky, Roger L. Simon (nominacja)
- Najlepsza aktorka drugoplanowa - Anjelica Huston (nominacja)
- Najlepsza aktorka drugoplanowa - Lena Olin (nominacja)